# Nikolai Jefimowitsch Efros

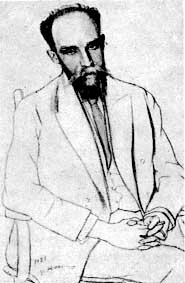
Nikolai Jefimowitsch Efros

Nikolai Jefimowitsch Efros (russisch Николай Ефимович Эфрос; * 1867 in Moskau; † 6. Oktober 1923 ebenda) war ein russischer Journalist und Theaterkritiker.

## Leben
Efros stammte aus einer jüdischen wohlhabenden Moskauer Kaufmannsfamilie. Er absolvierte die Gymnasiumsklassen des Lasarew-Instituts für Orientalische Sprachen und studierte dann an der juristischen Fakultät der Universität Moskau mit Abschluss 1889.
Ab etwa 1891 war Efros Mitarbeiter von Moskauer Zeitungen und schrieb Theaterkritiken. Er verurteilte jede Art von Antisemitismus. 1898 kritisierte er heftig die starke Betonung des jüdischen Akzents des Schauspielers M. Darski in der Rolle des Shylock. Efros unterstützte das 1898 gegründete Moskauer Kunsttheater mit der neuen Dramaturgie der Stücke Anton Pawlowitsch Tschechows und verteidigte sie gegen den Kritiker Alexander Rafailowitsch Kugel. 1899 übersetzte er Victor Hugos Drama Angelo. 1906 heiratete er die Schauspielerin am Moskauer Korsch-Theater Nadeschda Alexandrowna Smirnowa (1873–1951), wofür er zur Russisch-Orthodoxen Kirche übertreten musste. Sie trat dann im Maly-Theater auf und gab Unterricht.
Ab 1907 war Efros der führende Kritiker in der bedeutendsten Moskauer liberalen Zeitung Russkije wedomosti. Ab 1911 leitete er dort die Moskauer Abteilung bis zu deren Einstellung nach der Oktoberrevolution. Dazu war er der Moskauer Korrespondent der St. Petersburger Zeitung Retsch, der Odessaer Zeitung Odesskije Nowosti und der Kiewer Zeitung Kiewskaja Mysl. Seine Artikel erschienen auch in der St. Petersburger Zeitschrift Sowremenny Mir (Moderne Welt), in der Russian Review und in anderen Zeitschriften.
Nach der Oktoberrevolution wurde Efros 1918 einer der führenden Mitarbeiter der Theater-Abteilung des Volkskommissariats für Bildung der RSFSR. Auch leitete er 1918 die Literatur-Abteilung der Filmgesellschaft Rus. Auf seine Initiative wurde 1919 der Film Polikuschka nach einer Erzählung Leo Tolstois gedreht, dessen Drehbuch er zusammen mit Fjodor Alexandrowitsch Ozep schrieb. 1920 schrieb Efros das Drehbuch für einen Film nach einem Powest Alexander Iwanowitsch Herzens, in dem Olga Wladimirowna Gsowskaja mitspielte.
Ab 1919 leitete Efros die Zeitung Kooperazija. Seine erste bedeutende Arbeit von 1896 über die Schauspielerin Marija Nikolajewna Jermolowa wurde 1920 anlässlich ihrer Ehrung als Volkskünstler der Republik herausgegeben. Im selben Jahr rezensierte er die Othello-Aufführung in der Gesellschaft der Freunde der Kunst und Literatur und berichtete über das Vorhaben Konstantin Sergejewitsch Stanislawskis, ein neues demokratisches Theater zu gründen, und über Wladimir Iwanowitsch Nemirowitsch-Dantschenkos Mentoring in der Russischen Akademie für Theaterkunst bei der Moskauer Philharmonischen Gesellschaft. Zusammen mit Fjodor Iwanowitsch Schaljapin, Stanislawski, Alexander Jakowlewitsch Tairow, Nemirowitsch-Dantschenko und anderen schickte Efros einen hebräischen Brief zur Verteidigung des jüdischen Nationaltheaters Habimah an den Vorsitzenden des Rats der Volkskommissare der UdSSR Wladimir Iljitsch Lenin. 1921–1922 war Efros Chefredakteur verschiedener Theaterzeitschriften.
Efros war Vorstandsmitglied der 1921 gegründeten Staatlichen Akademie der Kunstwissenschaften der RSFSR in Moskau, die ähnliche Ziele wie das Bauhaus verfolgte und bis 1930 bestand (Präsident: Pjotr Semjonowitsch Kogan; Vizepräsidenten: Wassily Kandinsky, Nikolai Kirjakowitsch Piksanow, Gustav Speth; Vorstand: Kogan (Vorsitz), Piksanow (Vizevorsitz), Anatoli Wassiljewitsch Bakuschinski, A. M. Rodionow, Leonid Leonidowitsch Sabanejew, Wladimir Maximowitsch Fritsche, Speth, Efros).